# 가상 공동체

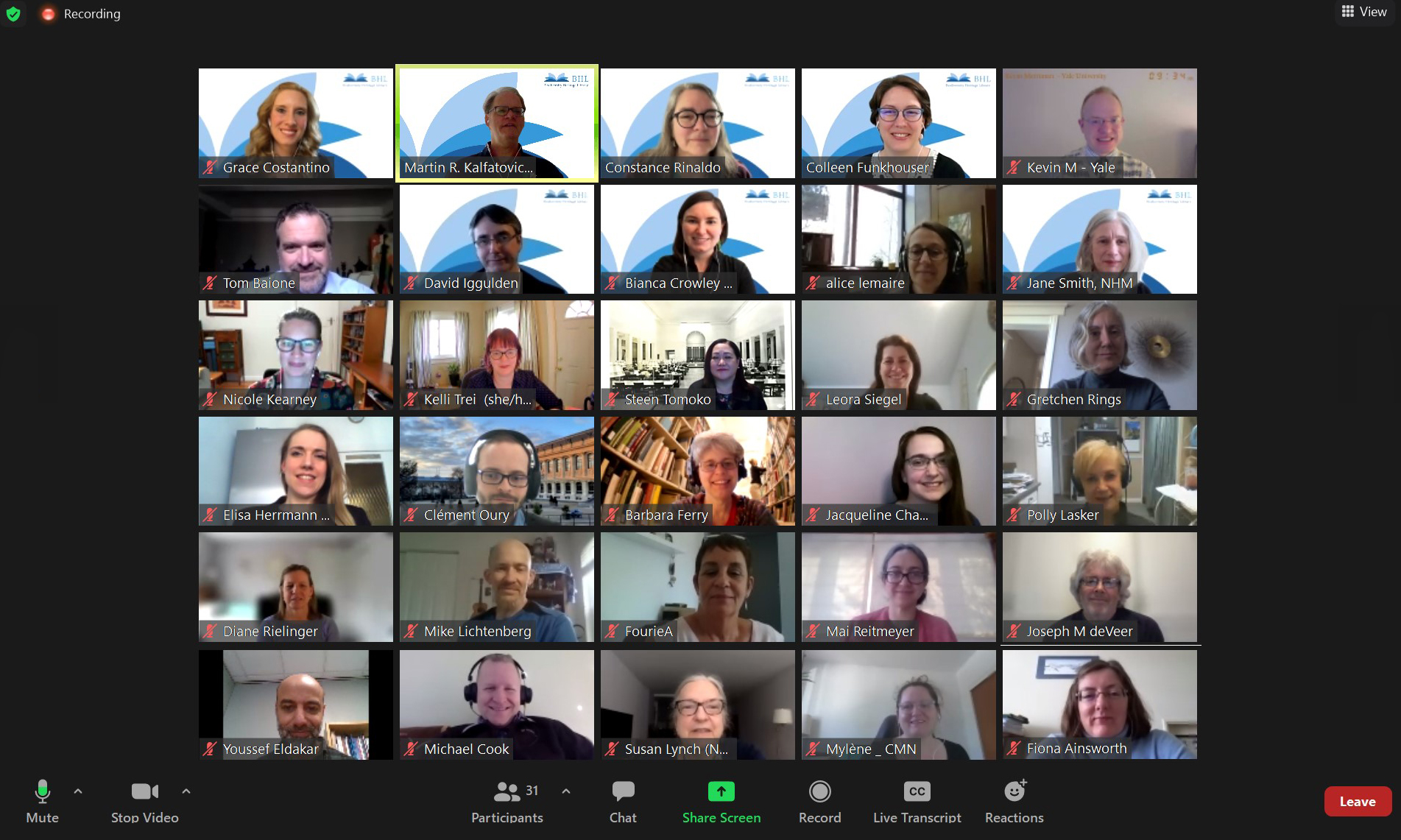
생물 다양성 공동체가 개최한 가상 회의

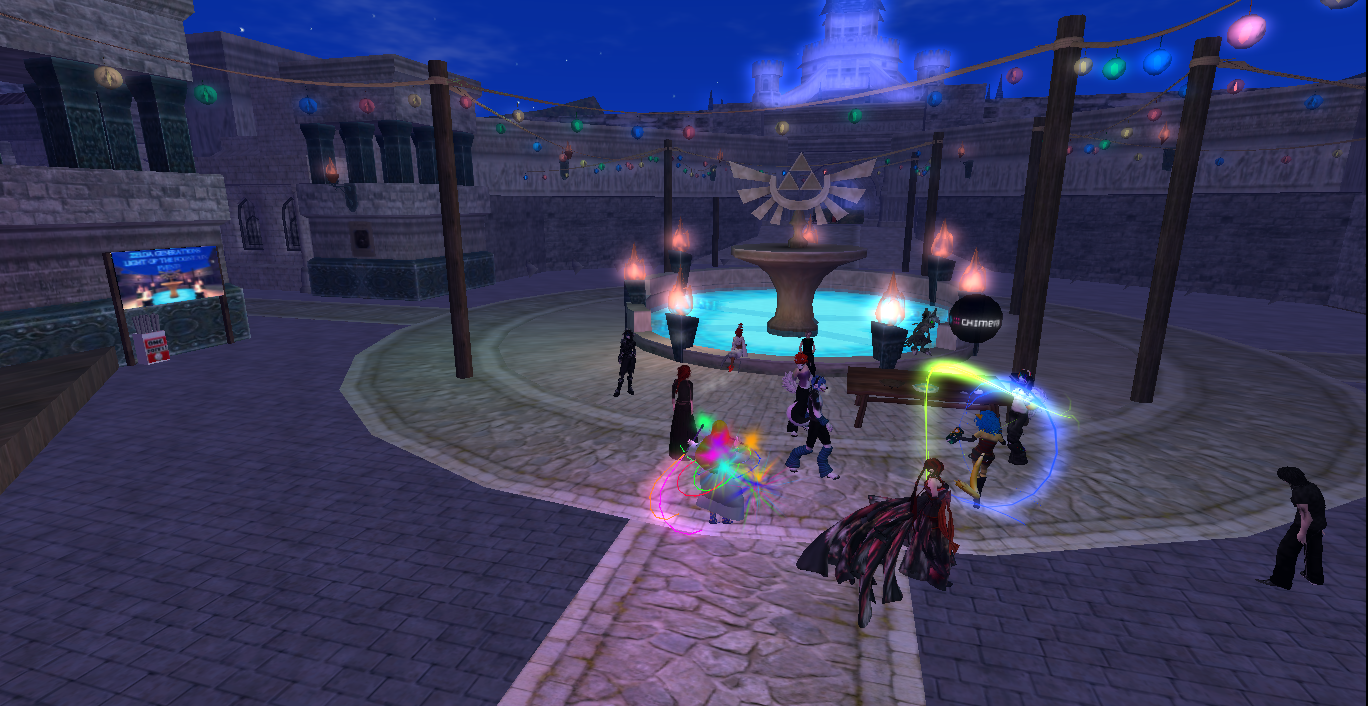
세컨드 라이프의 파티 장면

가상 공동체(假想共同體, 영어: virtual community)는 특정한 소셜 미디어를 통해 연결된 개인들로 이루어진 사회 연결망으로, 상호 관심사나 목표를 추구하기 위해 지리적, 정치적 경계를 넘나들 수 있다. 가장 널리 퍼진 가상 공동체 중 일부는 소셜 네트워크 서비스에서 운영되는 온라인 커뮤니티이다.
하워드 라인골드는 1993년에 출판된 그의 저서 《가상 공동체》에서 가상 공동체를 논했다. 이 책은 라인골드의 The WELL에서의 모험, 컴퓨터 매개 통신, 사회 집단, 정보 과학에 대한 논의를 담고 있다. 인용된 기술로는 유즈넷, MUD(다중 사용자 던전) 및 그 파생물인 MUSHes 및 MOOs, 인터넷 릴레이 채팅(IRC), 채팅방 및 전자 메일 목록이 있다. 라인골드는 또한 가상 공동체에 소속되는 것이 개인의 심리적 안녕뿐만 아니라 사회 전반에 미칠 수 있는 잠재적 이점을 지적했다. 동시에, 직무 참여가 실천 공동체의 가상 공동체 참여에 긍정적인 영향을 미친다는 것을 보여주었다.
가상 공동체는 모두 상호 작용을 장려하며, 때로는 특정 관심사를 중심으로 하거나 단순히 소통을 위해 만들어지기도 한다. 어떤 가상 공동체는 두 가지를 모두 수행한다. 공동체 구성원은 메시지 보드, 채팅방, 소셜 네트워크 월드와이드웹 사이트 또는 가상 세계 등 다양한 수단을 통해 공유된 열정을 바탕으로 상호 작용할 수 있다. 구성원들은 보통 공동체 세계에 애착을 가지게 되어 매일 하루 종일 사이트에 로그인하고 로그아웃하는데, 이는 확실히 중독이 될 수 있다.

## 도입

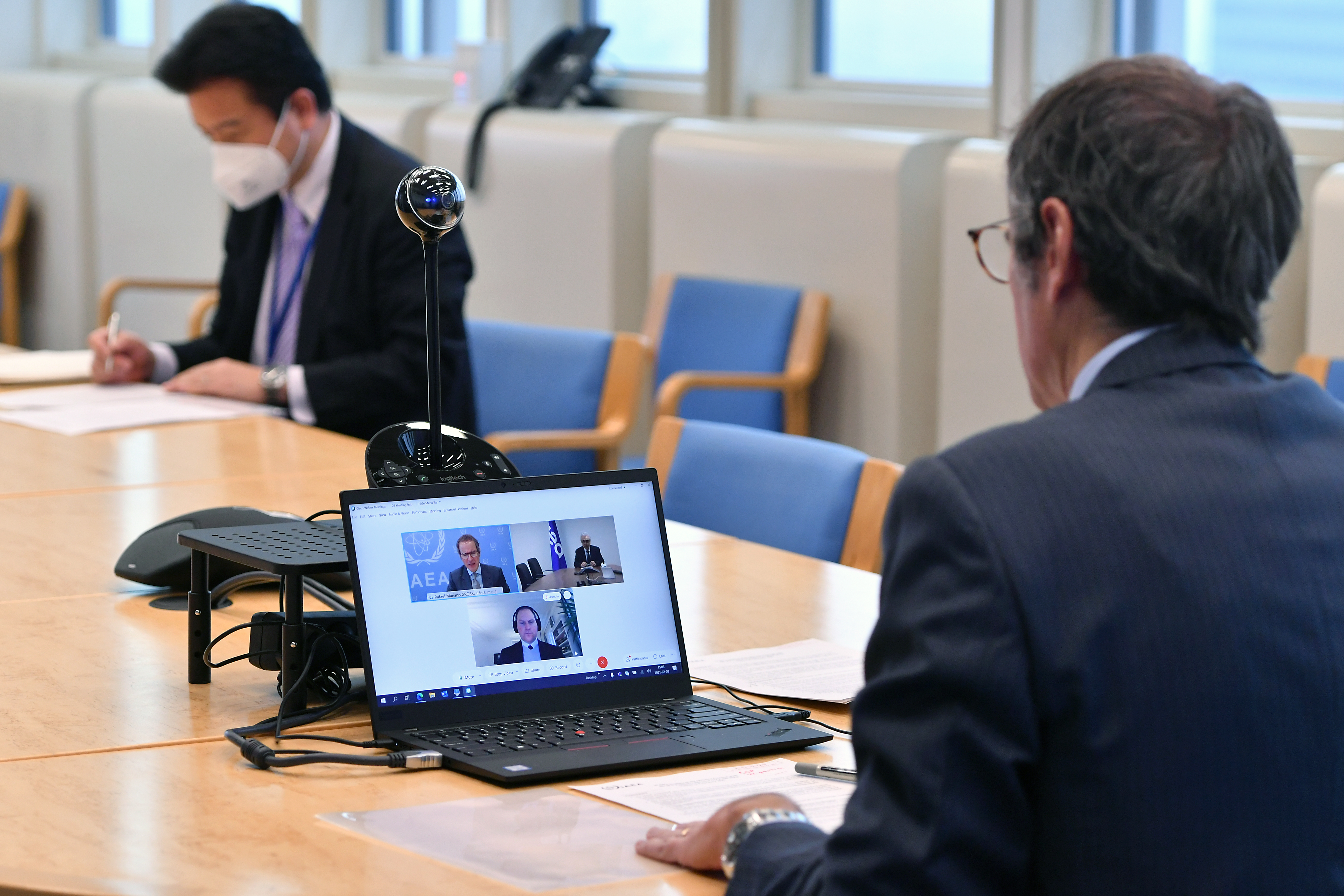
가상 공간에서의 정보 교환 및 지원

공동체에 대한 전통적인 정의는 지리적으로 한정된 개체(동네, 마을 등)를 의미한다. 가상 공동체는 일반적으로 지리적으로 분산되어 있으므로, 원래의 정의에 따르면 공동체가 아니다. 일부 온라인 커뮤니티는 지리적으로 연결되어 있으며 커뮤니티 웹사이트로 알려져 있다. 그러나 공동체를 단순히 구성원과 비구성원 사이에 어떤 종류의 경계를 가진 것으로 간주한다면, 가상 공동체는 분명히 공동체이다. 가상 공동체는 현실의 공동체와 유사하게 낯선 사람들 사이에 지원, 정보, 우정, 수용을 제공한다. 가상 공동체 공간에서 사용자들은 소속감을 느끼고 공간 내 구성원들 사이에 상호 애착을 느낄 것으로 예상된다.
가상 공동체의 가장 영향력 있는 부분 중 하나는 여러 미디어 플랫폼이나 네트워크를 통해 소통할 수 있는 기회이다. 가상 공동체가 존재하게 되면서, 우리는 이전에 우편 서비스, 팩스 기계, 심지어 전화 통화와 같이 가상 공동체 이전에 했던 일들을 활용하게 되었다. 미디어 기반 공동체의 존재에 대한 초기 연구는 현실의 본질, 즉 미디어를 통해 공동체가 실제로 존재할 수 있는지 여부에 관심을 가졌고, 이는 가상 공동체 연구를 사회 과학의 존재론적 정의에 포함시킬 수 있었다. 17세기에는 왕립학회와 관련된 학자들이 서신 교환을 통해 공동체를 형성했다. 도시 계획가 멜빈 웨버가 1963년에 만든 "근접성 없는 공동체"와 배리 웰먼이 1979년에 분석한 "해방된 공동체"는 비지역적 공동체에 대한 현대적 사고의 시대를 열었다. 또한, 베네딕트 앤더슨의 1983년 저서 《상상의 공동체》는 국립 신문과 같은 다양한 기술이 초기 민족 국가들 사이에서 국가 및 지역 의식 발전에 어떻게 기여했는지 설명했다. 앤더슨의 상상의 공동체 이론을 바탕으로 이론을 구축한 일부 저자들은 이 개념에 대해 비판적이었는데, 모든 공동체는 의사소통에 기반을 두고 있으며 가상/현실 이분법이 해체되고 있어 "가상"이라는 단어의 사용이 문제가 되거나 심지어 구식이 되고 있다고 주장했다.

## 목적

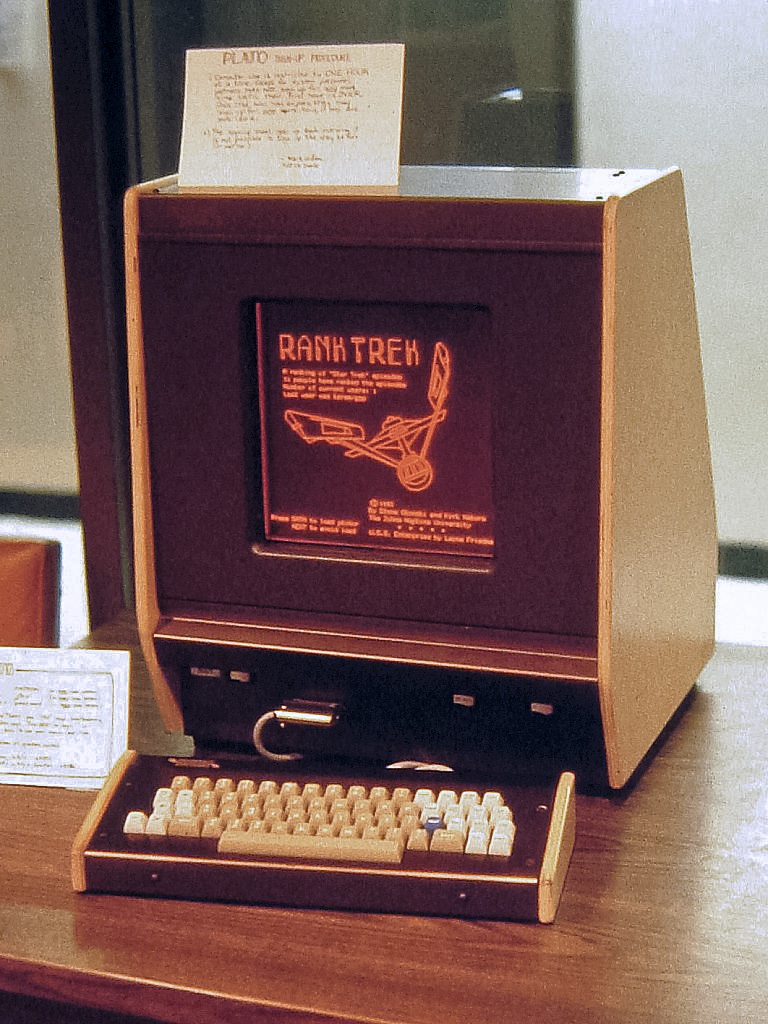
1981년 PLATO V 터미널에 랭크트랙 애플리케이션이 표시된 모습

가상 공동체는 다양한 사회 및 전문 그룹에서 사용된다. 공동체 구성원 간의 상호 작용은 개인적인 것부터 순전히 공식적인 것까지 다양하다. 예를 들어, 이메일 배포 목록은 가족 및 친구와 소통하는 개인적인 수단으로 사용될 수 있으며, 동료와 협력하는 공식적인 수단으로도 사용될 수 있다.

### 사회 규범을 결정하기 위한 사용자 경험 테스트
사용자 경험은 인터넷 공동체에서 사용되는 프로그램이나 소프트웨어의 궁극적인 목표이다. 왜냐하면 사용자 경험이 소프트웨어의 성공을 결정할 것이기 때문이다. 소셜 미디어 페이지 또는 가상 공동체용 소프트웨어는 사용자 경험을 중심으로 구성되며 온라인 사용에 특화되어 설계되었다.
사용자 경험 테스트는 제품 또는 시스템을 사용하는 사람의 개인적인 경험에 대해 무언가를 밝히기 위해 활용된다. 소프트웨어 인터페이스에서 사용자 경험을 테스트할 때 세 가지 주요 특성이 필요하다: 참여하는 사용자, 제품 또는 인터페이스와 상호 작용하는 사용자, 그리고 사용자 경험을 관찰 가능하거나 측정 가능한 방식으로 정의하는 것.
사용자 경험 지표는 일관된 측정 세트를 사용하여 비교 가능한 결과를 도출하는 신뢰성과 반복성을 기반으로 한다. 사용자 경험 지표는 사용자 유지율을 기반으로 하며, 일관된 측정 세트를 사용하여 사용자 경험에 대한 데이터를 수집한다.
수백만 명의 다양한 사용자들이 사교를 위해 인터넷과 가상 공동체를 광범위하게 사용하는 것은 연구자와 개발자에게 새로운 문제를 제기하는 현상이다. 전 세계적으로 가상 공동체에 참여하는 엄청난 수와 다양성의 개인들은 최상의 전반적인 사용자 경험을 보장하기 위해 플랫폼 전반에서 유용성을 테스트하는 것을 어려운 과제로 만든다. 온라인 공동체의 유용성 프레임워크에 적용되는 몇 가지 잘 확립된 측정은 학습 속도, 생산성, 사용자 만족도, 소프트웨어 사용 기억 정도, 그리고 발생하는 오류의 수이다.
유용성 경험 테스트 중에 측정되는 인간-컴퓨터 상호 작용은 온라인 공동체의 사회적 상호 작용보다는 개인에 초점을 맞춘다. 온라인 공동체의 성공은 유용성과 사회 기호학의 통합에 달려 있다. 유용성 테스트 측정은 프로그램과 상호 작용할 때 사용자의 습관을 평가하여 사회적 코드를 결정하는 데 사용될 수 있다. 사회적 코드는 행동 패턴의 규칙적인 반복에 의해 확립되고 강화된다. 사람들은 자신이 하는 일, 말하는 방식, 입는 옷, 식습관, 주거 환경 및 소유물, 여가 시간 활용을 통해 자신의 사회적 정체성 또는 문화 코드를 전달한다. 유용성 테스트 측정은 프로그램과 상호 작용할 때 사용자의 습관을 평가하여 사회적 코드를 결정하는 데 사용될 수 있다. 유용성 테스트 중에 제공되는 정보는 인구통계학적 요인을 결정하고 기호학적 사회적 코드를 정의하는 데 도움이 될 수 있다. 대화 및 사회적 상호 작용, 지원 정보 설계, 탐색 지원 및 접근성은 온라인 공동체에 특정한 필수 구성 요소이다. 가상 공동체가 성장함에 따라 사용자의 다양성도 증가한다. 그러나 기술은 더 직관적이거나 덜 직관적으로 만들어지지 않는다. 유용성 테스트는 사용자가 사회적 및 기호학적 코드를 사용하여 효과적으로 소통하는 동시에 사회적 정체성을 유지하는지 확인할 수 있다. 효율적인 의사 소통은 소통하려는 사람들의 마음에 공통된 기호 세트를 필요로 한다. 기술이 진화하고 성숙함에 따라 점점 더 다양한 사용자들이 사용하게 되는 경향이 있다. 이러한 종류의 기술의 복잡성 증가 및 진화가 반드시 기술이 더 사용하기 쉬워진다는 것을 의미하지는 않는다. 가상 공동체에서의 유용성 테스트는 사용자가 사회적 및 기호학적 코드를 통해 효과적으로 소통하고 사회적 현실과 정체성을 유지하는지 확인할 수 있다.

## 영향

### 건강에 미치는 영향

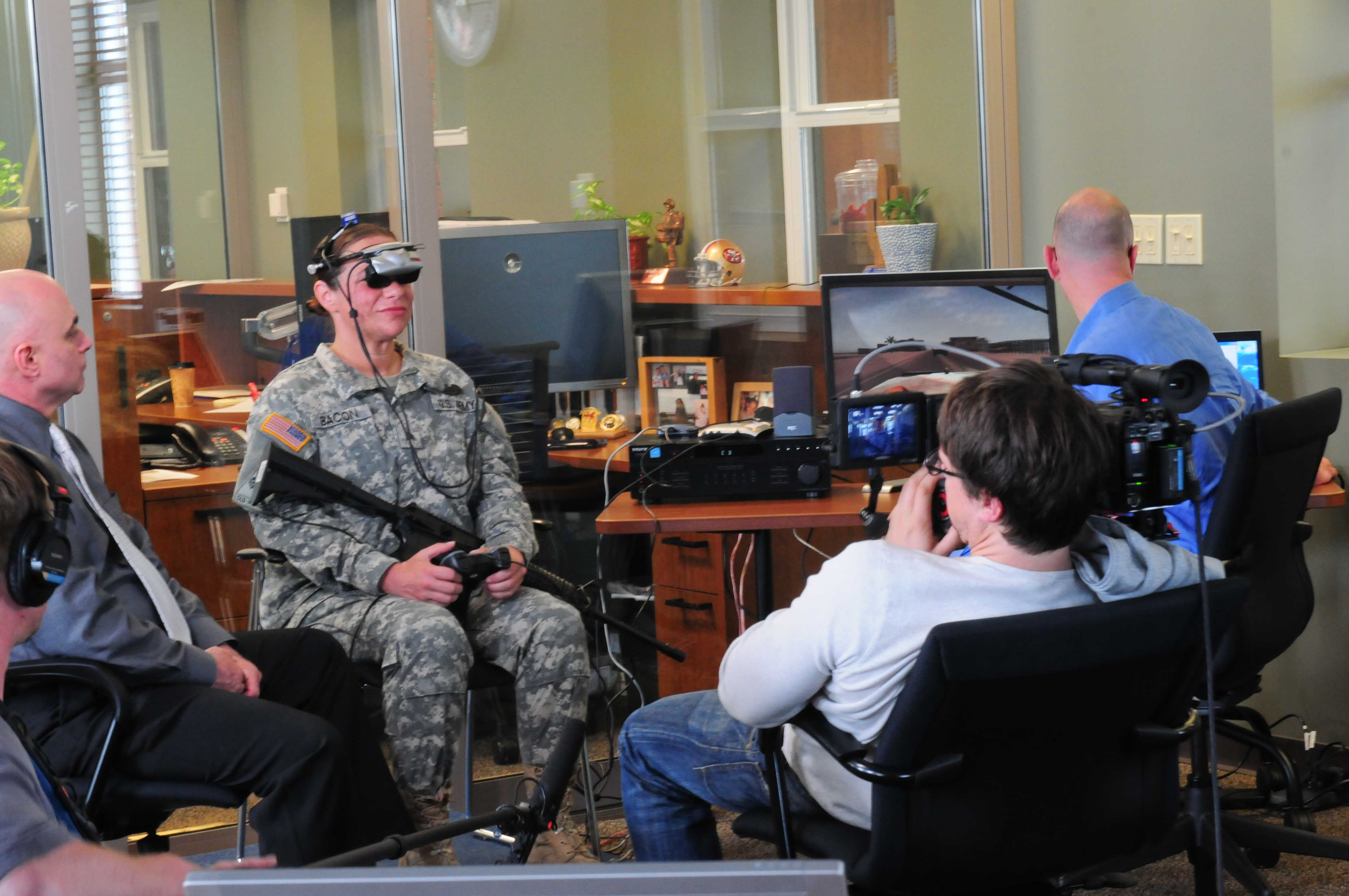
PTSD에 대한 가상 치료 세션

최근 연구는 건강 관련 공동체의 발전과 이미 건강 문제를 겪고 있는 사람들에게 미치는 영향을 조사했다. 이러한 형태의 소셜 네트워크는 자신 또는 가족이 유사한 경험을 겪고 있는 개인들 간의 열린 대화를 가능하게 한다. 이러한 사이트들은 너무나 인기가 많아져서 이제 많은 의료 서비스 제공자들이 환자들을 위해 의사에게 질문을 직접 할 수 있는 웹 공간을 제공함으로써 그룹을 형성한다. 이 사이트들은 희귀 질환과 관련될 때 특히 유용하다. 희귀하거나 쇠약해지는 질환을 가진 사람들은 물리적인 공동체에서 지원 그룹에 접근할 수 없을 수 있으므로, 온라인 공동체는 그러한 지원을 위한 주요 수단으로 작용한다. 온라인 건강 공동체는 질병을 진정으로 이해하는 다른 사람들과 연결하는 것을 용이하게 할 뿐만 아니라, 질병과 함께 삶에 적응하는 데 도움을 받는 것과 같은 더 실질적인 지원을 제공함으로써 지원적인 배출구 역할을 할 수 있다. 온라인 건강 공동체의 각 환자는 질문에 대한 빠른 답변이 필요하거나 이야기할 사람이 필요하는 등 다른 이유로 거기에 있다. 유사한 건강 관심사를 가진 사회 공동체에 참여하는 것은 환자들이 치료 및 건강 관행에 대한 더 나은 이해와 행동을 개발하는 수단을 만들었다. 이 사용자들 중 일부는 매우 심각한 생명을 위협하는 문제를 가질 수 있으며, 이러한 개인적인 맥락은 사용자들에게 매우 도움이 될 수 있다. 왜냐하면 문제가 매우 복잡하기 때문이다. 환자들은 점점 더 이러한 배출구를 사용하고 있으며, 이는 개인화된 정서적 지원과 정보를 제공하여 그들이 더 나은 경험을 할 수 있도록 돕는다. 이러한 관행이 건강에 미치는 영향의 정도는 아직 연구 중이다.
건강 네트워크에 대한 연구는 주로 암 환자, HIV 환자 또는 기타 생명을 위협하는 질병과 같은 극단적인 형태의 질병으로 가장 많이 고통받는 그룹을 대상으로 수행되었다. 사회와 교류하고 관계를 발전시키기 위해 온라인 공동체에 참여한다는 것은 일반적인 지식이다. 희귀하거나 심각한 질병으로 고통받는 개인은 거리 때문에 또는 안전한 환경을 떠나는 것이 건강에 위험할 수 있기 때문에 물리적으로 만날 수 없다. 따라서 그들은 인터넷으로 눈을 돌렸다.
일부 연구는 가상 공동체가 사용자에게 귀중한 이점을 제공할 수 있음을 시사했다. 건강에 초점을 맞춘 온라인 공동체는 사건 기반 현실 및 정보 지원 네트워크와는 다른 독특한 형태의 정서적 지원을 제공하는 것으로 나타났다. 제시된 자료의 양이 증가하면서 온라인 공동체가 사용자 건강에 어떻게 영향을 미치는지 보여준다. 분명히 건강 공동체의 생성은 아프거나 의료 정보가 필요한 사람들에게 긍정적인 영향을 미친다.

### 시민 참여에 미치는 영향

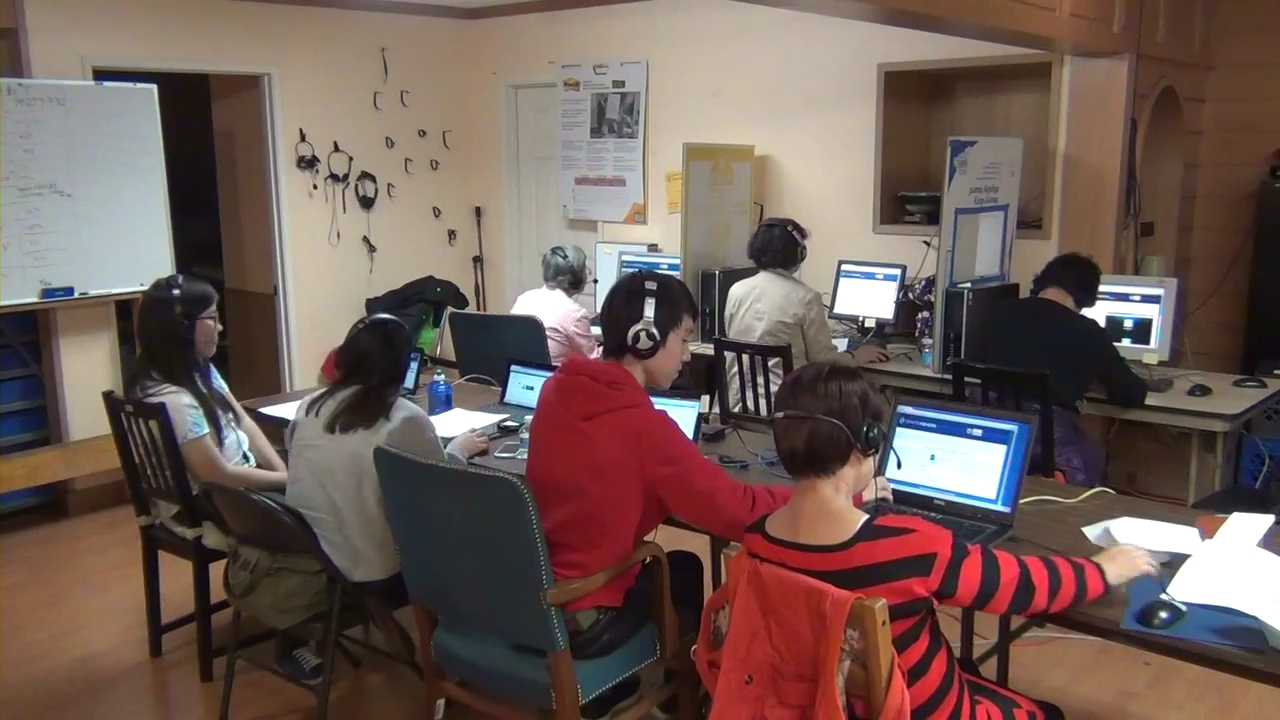
시민 참여에 참여하는 젊은 시민들

젊은 사람들은 정치와 역사 주제에 더 지루함을 느끼고 대신 유명인 드라마와 주제에 더 관심을 갖는다는 것이 밝혀졌다. 젊은 사람들은 "자신이 느끼는 것을 말하는 것"이 "들리는 것"을 의미하지 않는다고 주장하며, 어차피 듣지 않을 것이라고 믿기 때문에 이러한 참여에 참여할 필요를 느끼지 않는다. 수년 동안 소셜 네트워킹 사이트의 부상으로 새로운 형태의 시민 참여와 시민권이 등장하면서 상황이 바뀌었다. 네트워킹 사이트는 특정 사용자 공동체의 문제에 대한 표현과 담론의 매개체 역할을 한다. 온라인 콘텐츠 공유 사이트는 젊은이들과 다른 사람들이 디지털 미디어를 통해 자신과 아이디어를 표현할 뿐만 아니라 대규모 네트워크 공동체와 연결하는 것을 쉽게 만들었다. 이러한 공간 내에서 젊은이들은 투표 및 정치 조직 가입과 같은 전통적인 참여 형태의 경계를 허물고 공동체 내에서 토론하고 연결하고 행동하는 자신만의 방식을 만들고 있다.
온라인 자원봉사를 통한 시민 참여는 개인적인 만족과 발전에 긍정적인 영향을 미치는 것으로 나타났다. 온라인 자원봉사자의 약 84%는 온라인 자원봉사 경험이 개인 발전과 학습에 기여했다고 응답했다.

### 의사소통에 미치는 영향
2006년 그의 저서 《네트워크의 부》에서 요하이 벤클러는 가상 공동체가 "새로운 형태의 인간 공동체적 존재를 대표하게 될 것이며, 인간 상호 작용의 공유된 경험을 구축할 새로운 범위를 제공할 것"이라고 제안한다. 벤클러의 예측이 전적으로 실현되지는 않았지만, 가상 공동체 내에서 의사소통과 사회적 관계는 극도로 복잡하다는 것이 분명하다. 벤클러에 따르면 볼 수 있는 두 가지 주요 효과는 "친구, 가족 및 이웃과의 기존 관계의 두터워짐"과 "제한된 목적의 느슨한 관계의 출현"의 시작이다. "느슨한" 관계라고 인정받음에도 불구하고, 벤클러는 그것들이 여전히 의미 있는 관계라고 주장한다.
인터넷 사용이 공동체와 가족에 미치는 영향에 대한 이전의 우려는 두 가지 범주로 나뉘었다. 1) 지속적이고 친밀한 인간관계는 "심리적 필요의 문제로서 잘 기능하는 인간에게 필수적"이며, 2) "사회 자본"을 가진 사람들은 그렇지 않은 사람들보다 더 낫다. 이는 정치 참여 측면에서 더 나은 결과를 낳는다. 그러나 벤클러는 인터넷 연결이 직접적이고 매개되지 않은 인간 접촉을 실제로 대체하지 않는 한, 인터넷 사용이 우리가 심리적으로 필요한 양육 관계나 사회적으로 맺는 유용한 관계의 감소로 이어질 것이라고 생각할 근거가 없다고 주장한다. 벤클러는 계속해서 사회적 관행과 기대에 따라 개인의 본질이 시간이 지남에 따라 변한다고 제안한다. 지역에 뿌리 박고, 매개되지 않으며, 안정적인 사회적 관계에 의존하는 개인에서, 경계를 넘나들며 강하고 약한 유대 관계의 자신만의 조합에 더 의존하고 자신만의 유동적인 관계를 엮는 네트워크화된 개인으로의 전환이 있다. 마누엘 카스텔스는 이를 "네트워크화된 사회"라고 부른다.

### 정체성에 미치는 영향
1997년 MCI 커뮤니케이션즈는 인터넷이 나이, 인종, 성별이 없는 유토피아라고 선언하는 "앤썸" 광고를 발표했다. 리사 나카무라는 2002년 저서 《정체성의 애프터/이미지: 성별, 기술, 정체성 정치》의 16장에서 기술이 가상 공간에서 우리의 나이, 인종, 성별의 반복을 제공하며, 그것들이 완전히 사라지는 것이 아니라고 주장한다. 나카무라는 "애프터 이미지"라는 은유를 사용하여 인터넷에서 정체성을 표현하는 문화 현상을 설명한다. 이 아이디어는 인터넷에서 정체성을 연기하는 모든 행위가 불멸성 때문에 동시에 현재이자 과거형이며, "포스트휴먼이자 투영적"이라는 것이다.
MIT 사회 연구 과학 기술 교수인 셰리 터클은 인터넷이 차별 행위가 덜 발생할 가능성이 있는 곳이라고 믿는다. 1995년 저서 《스크린 위의 삶: 인터넷 시대의 정체성》에서 그녀는 차별이 현실에서 더 쉽다고 주장한다. 왜냐하면 얼굴만 보고도 자신의 규범과 다른 것을 쉽게 식별할 수 있기 때문이다. 인터넷은 정체성의 더 유동적인 표현을 허용하여 사람들이 자신과 타인 내의 일관되지 않은 페르소나를 더 수용하게 만든다. 이러한 이유로 터클은 온라인 공간에 존재하는 사용자들이 동료들을 판단하거나 자신을 비교할 필요를 덜 느끼며, 가상 환경에서 사람들이 다양성을 인정할 더 큰 능력을 얻을 기회를 제공한다고 주장한다.
나카무라는 1999년 논문 "사이버 공간에서의 인종: 정체성 관광과 인터넷에서의 인종 위장"에서 "정체성 관광"이라는 용어를 만들어 이러한 견해에 반대한다. 사이버 공간의 맥락에서 정체성 관광은 사용자가 다른 인종과 다른 성별의 페르소나를 착용하고 벗는 현상을 설명하는 데 사용되는 용어이다. 나카무라는 이러한 정체성 관광객들의 행위가 종종 고정관념을 영속화한다고 주장한다.
1998년 책 《사이버 공간의 공동체》에서 저자인 마크 A. 스미스와 피터 콜록은 낯선 사람들과의 상호 작용이 우리가 누구와 이야기하거나 상호 작용하는지에 기초한다고 본다. 사람들은 옷, 목소리, 신체 언어, 제스처, 권력 등 모든 것을 사용하여 다른 사람들을 식별하며, 이는 그들이 어떻게 이야기하거나 상호 작용할지에 영향을 미친다. 스미스와 콜록은 온라인 상호 작용이 사람들이 서로 앞에서 보여주는 모든 대면 제스처와 신호를 없앤다고 믿는다. 비록 온라인에서는 어렵지만, 이는 또한 자신의 정체성을 가지고 놀 공간을 제공한다.

#### 성별
게임 커뮤니티는 매우 방대하며 다양한 사람들에게 접근할 수 있다. 그러나 성별 정체성을 표현할 때 '게이머'들이 매체와 가지는 관계에 부정적인 영향을 미친다. 아드리안 쇼는 2012년 논문 "당신은 게이머로 정체화합니까? 성별, 인종, 성 정체성, 그리고 게이머 정체성"에서 성별이 잠재의식적으로 '게이머'로 자신을 정체화하는 데 큰 역할을 한다고 언급한다. 리사 나카무라에 따르면, 비디오 게임에서의 재현은 문제가 되어 왔는데, 왜냐하면 정형화된 백인 십대 남성 게이머뿐만 아니라 다른 배경을 가진 소수의 플레이어들은 재현되지 않기 때문이다.

## 유형

### 인터넷 기반
1990년대 중반 이후 인터넷의 폭발적인 확산은 소셜 네트워크 서비스 및 온라인 커뮤니티 형태의 가상 공동체 확산을 촉진했다. 가상 공동체는 웹 2.0 기술과 커뮤니티를 통합할 수 있으며, 따라서 커뮤니티 2.0으로 설명되기도 하지만, 강력한 커뮤니티 유대는 1970년대 초 PLATO와 같은 시분할 시스템, 그리고 나중에는 유즈넷에서 온라인으로 형성되었다. 온라인 커뮤니티는 사용자 간의 사회적 상호 작용과 온라인 교환에 의존한다. 이 상호 작용은 커뮤니티 구성원 간의 암묵적인 사회 계약의 상호주의 요소를 강조한다.

### 인터넷 메시지 보드

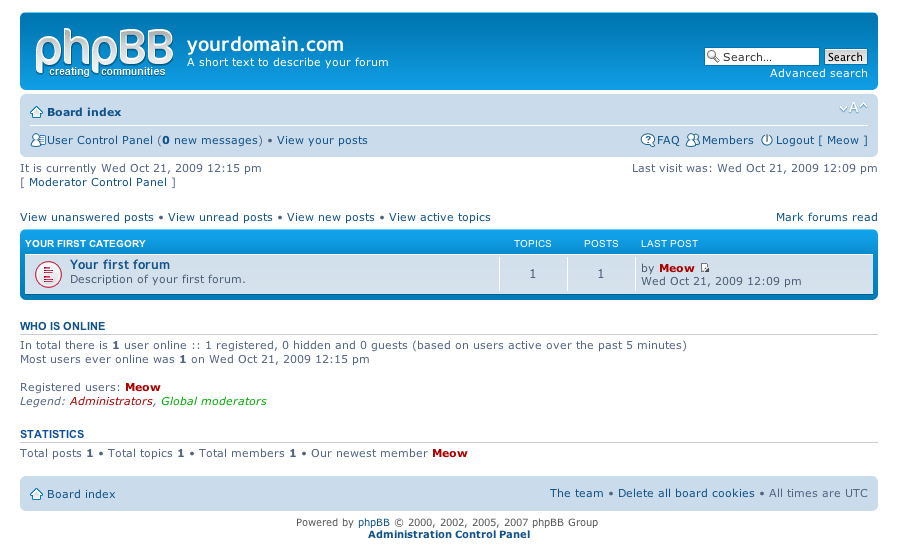
phpBB로 구동되는 인터넷 포럼

온라인 메시지 보드는 다양한 주제에 대한 생각이나 아이디어를 논의하거나 단순히 아이디어를 표현할 수 있는 포럼이다. 사용자는 읽거나 기여하고 싶은 스레드 또는 토론 게시판을 선택할 수 있다. 사용자는 게시물을 작성하여 토론을 시작한다. 응답을 선택하는 다른 사용자는 언제든지 해당 스레드에 자신의 게시물을 추가하여 토론을 따를 수 있다. 구어체 대화와 달리 메시지 보드는 일반적으로 즉각적인 응답이 없다. 사용자는 응답을 확인하기 위해 능동적으로 웹사이트에 접속한다.
누구나 온라인 메시지 보드에 참여하기 위해 등록할 수 있다. 사람들은 자신의 생각과 아이디어를 기여하지 않더라도 가상 공동체에 참여할 수 있다. 채팅방과 달리, 적어도 실제로는 메시지 보드는 거의 무한한 수의 사용자를 수용할 수 있다.
인터넷 사용자들이 온라인에서 낯선 사람들과 이야기하고 연락하려는 충동은 현실에서 사람들이 낯선 사람을 돕는 것을 망설이고 종종 꺼리는 경우와는 다르다. 연구에 따르면 사람들은 혼자 있는 상황에서 개입할 가능성이 더 높다. 인터넷 메시지 보드의 경우, 컴퓨터 앞의 사용자들은 혼자 있으며, 이는 그들이 연락하려는 의지에 기여할 수 있다. 또 다른 가능한 설명은 사람들이 오프라인보다 온라인에서 상황에서 훨씬 더 쉽게 벗어날 수 있다는 것이다. 그들은 단순히 종료를 클릭하거나 로그오프할 수 있지만, 현실에서 상황을 떠나려고 할 때 물리적인 출구를 찾고 그에 따른 결과를 처리해야 할 것이다. 온라인 정체성과 관련된 지위의 부족 또한 사람들을 격려할 수 있는데, 왜냐하면 사생활을 유지하기로 선택한다면 성별, 나이, 민족 또는 생활 방식과 관련된 라벨이 없기 때문이다.

### 온라인 채팅방

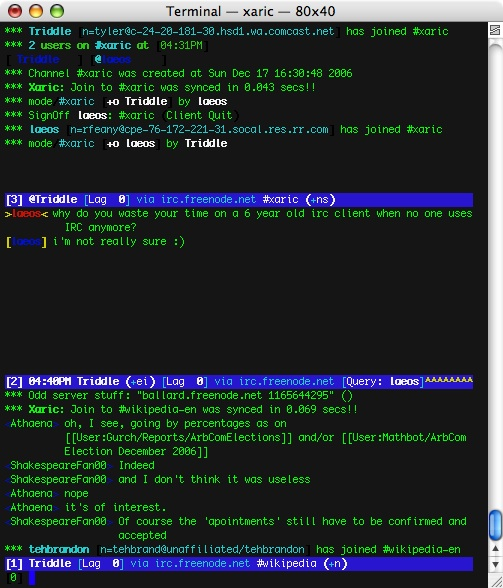
텍스트 기반 클라이언트인 Xaric에서의 IRC 채팅 세션 예시. 두 개의 IRC 채널과 개인 대화가 표시되어 있다.

메시지 보드와 포럼에 대한 관심이 급증한 직후, 사람들은 "커뮤니티"와 실시간으로 소통할 수 있는 방법을 원하기 시작했다. 메시지 보드의 단점은 사용자들이 게시물에 대한 다른 사용자의 답장을 기다려야 한다는 것이었는데, 이는 전 세계의 사람들이 다른 시간대에 있기 때문에 시간이 오래 걸릴 수 있었다. 온라인 채팅방의 개발은 사람들이 동시에 온라인에 있는 사람들과 이야기할 수 있도록 해주었다. 이렇게 메시지가 전송되면 온라인 사용자들은 즉시 응답할 수 있었다.
원래 컴퓨서브 CB가 개발한 서비스는 사용자들이 실시간으로 서로 대화할 수 있는 40개의 채널을 제공했다. 40개의 다른 채널이라는 아이디어는 다른 주제에 특화된 채팅방이라는 아이디어로 이어졌다. 사용자들은 흥미롭다고 생각하는 이미 존재하는 채팅방에 참여하거나, 마음에 드는 것이 없으면 새로운 "방"을 시작할 수 있었다. 실시간 채팅은 가상 게임에도 도입되어, 사람들이 서로 대결하고 텍스트를 통해 서로 대화할 수 있게 되었다. 이제 채팅방은 모든 종류의 주제에 걸쳐 찾아볼 수 있으며, 이를 통해 사람들은 비슷한 관심사를 공유하는 다른 사람들과 대화할 수 있다. 채팅방은 이제 인터넷 릴레이 채팅(IRC)과 야후, MSN, AOL과 같은 다른 개별 웹사이트에서 제공된다.
채팅방 사용자는 텍스트 기반 메시징을 통해 소통한다. 대부분의 채팅방 제공자는 유사하며 입력 상자, 메시지 창 및 참가자 목록을 포함한다. 입력 상자는 사용자가 제공 서버로 보낼 텍스트 기반 메시지를 입력하는 곳이다. 서버는 메시지를 채팅방의 모든 사람의 컴퓨터로 전송하여 메시지 창에 표시되도록 한다. 메시지 창을 통해 대화를 추적할 수 있으며 일반적으로 메시지가 게시되면 시간 스탬프를 표시한다. 일반적으로 현재 방에 있는 사용자 목록이 있어 사람들은 자신의 가상 공동체에 누가 있는지 확인할 수 있다.
사용자들은 마치 현실에서 서로 대화하는 것처럼 소통할 수 있다. 이러한 "시뮬레이션된 현실" 속성은 채팅방이 사용자들에게 마치 현실에서 만나는 것처럼 서로를 알아갈 수 있도록 해주기 때문에 가상 공동체를 형성하는 것을 쉽게 만든다. 개별 "방" 기능은 또한 채팅방 내의 사람들이 유사한 관심사를 공유할 가능성을 높인다. 이러한 관심사는 그들이 서로 유대감을 형성하고 우정을 맺고자 하는 의지를 갖게 한다.

### 가상 세계

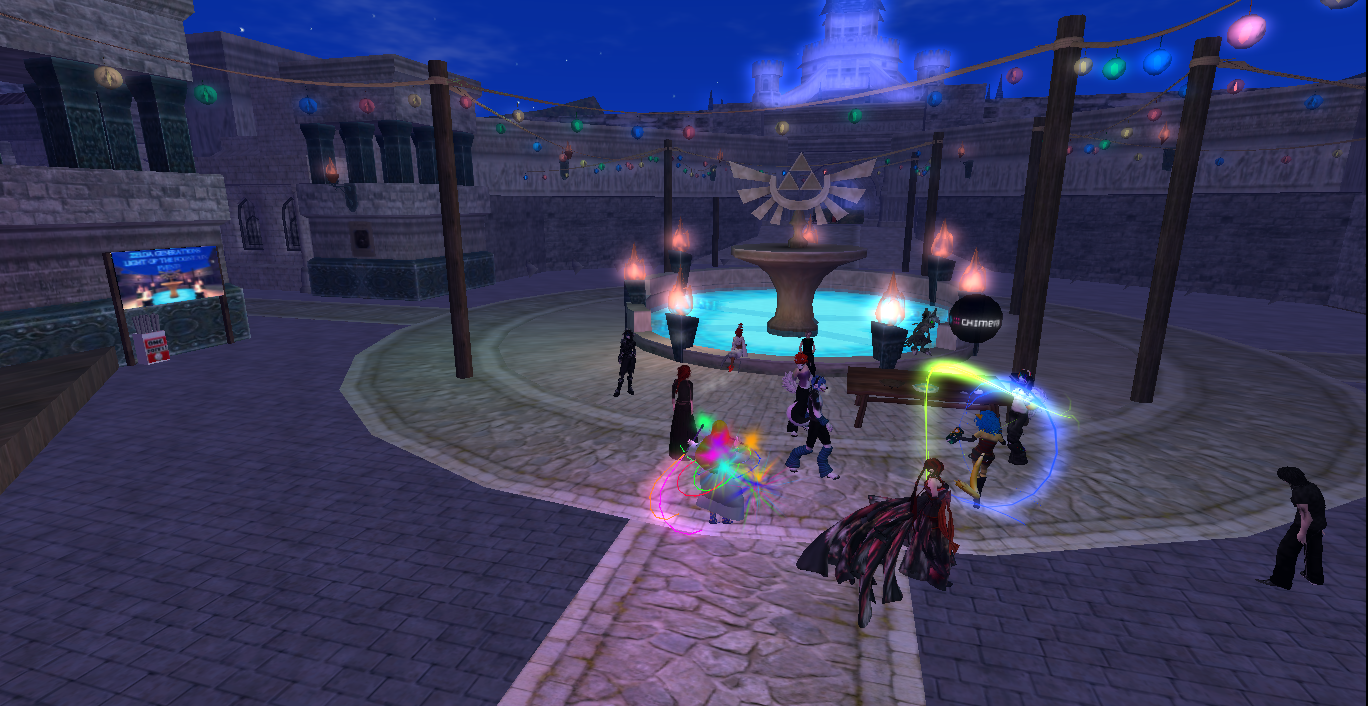
세컨드 라이프의 하이랄에서 열린 파티 장면

가상 세계는 모든 가상 공동체 형태 중에서 가장 상호작용적이다. 이러한 유형의 가상 공동체에서 사람들은 컴퓨터 기반 세계에서 아바타로 생활함으로써 연결된다. 사용자들은 자신의 아바타 캐릭터를 만들고 (아바타의 의상을 선택하는 것부터 아바타의 집을 디자인하는 것까지) 3D 가상 세계에서 자신의 캐릭터의 삶과 다른 캐릭터와의 상호작용을 제어한다. 컴퓨터 게임과 유사하지만, 플레이어를 위한 목표는 없다. 가상 세계는 단순히 사용자에게 가상 영역에서 판타지 삶을 구축하고 운영할 기회를 제공한다. 세계 내의 캐릭터들은 서로 대화하고 현실에서 사람들이 가질 수 있는 것과 거의 동일한 상호작용을 할 수 있다. 예를 들어, 캐릭터들은 서로 사교하고 온라인에서 친밀한 관계를 가질 수 있다.
이러한 유형의 가상 공동체는 사람들이 실시간으로 다른 사람들과 대화할 수 있을 뿐만 아니라 참여하고 상호 작용할 수 있도록 해준다. 사용자가 만드는 아바타는 인간과 같다. 사용자는 자신과 같은 아바타를 만들거나 자신과는 완전히 다른 성격을 가질 수 있다. 캐릭터들이 다른 캐릭터들과 상호 작용할 때, 텍스트 기반 대화와 가상 경험(가상 세계에서 아바타가 데이트하는 것과 같은)을 통해 서로를 알아갈 수 있다. 가상 공동체 채팅방은 실시간 대화를 제공할 수 있지만, 사람들은 서로만 이야기할 수 있다. 가상 세계에서는 캐릭터들이 친구들이 현실에서 할 수 있는 것처럼 함께 활동할 수 있다. 가상 세계의 공동체는 캐릭터들이 물리적으로 같은 장소에 있기 때문에 실제 생활 공동체와 가장 유사하다. 비록 캐릭터를 조종하는 사용자들은 그렇지 않더라도 말이다. 세컨드 라이프는 인터넷에서 가장 인기 있는 가상 세계 중 하나이다. 와이빌레는 안전과 프라이버시가 우려되는 어린 독자들을 위한 대안을 제공한다. 와이빌레에서 플레이어는 가상 세계의 시뮬레이션 측면을 사용하여 다양한 현상을 실험하고 배운다.
가상 세계의 또 다른 용도는 비즈니스 커뮤니케이션에 있었다. 포토리얼리스틱 아바타와 위치 사운드와 같은 가상 세계 기술의 이점은 참가자들에게 피로감이 덜한 현존감을 제공하는 분위기를 조성한다. 회의 주최자가 누가 말할 수 있는지, 누가 움직일 수 있는지와 같은 참석자의 권한을 지시할 수 있는 엔터프라이즈 제어 기능은 주최자가 회의 환경을 제어할 수 있도록 한다. 줌은 코로나19 범유행 동안 성장한 인기 플랫폼이다. 이 플랫폼에서 회의를 주최하는 사람들은 음소거 또는 음소거 해제를 통해 누가 말할 수 있고 없는지, 그리고 누가 참여할 수 있는지를 지시할 수 있다. 여러 회사가 세컨드 라이프를 포함한 비즈니스 기반 가상 세계를 만들고 있다. 이러한 비즈니스 기반 세계는 더 엄격한 제어 기능을 가지며, 개별 참가자 음소거, 데스크톱 공유 또는 액세스 목록과 같은 기능을 허용하여 특정 비즈니스 또는 그룹에 고도로 상호작용적이고 제어된 가상 세계를 제공한다. 비즈니스 기반 가상 세계는 또한 타사 제공업체와의 단일 로그인 또는 콘텐츠 암호화와 같은 다양한 엔터프라이즈 기능을 제공할 수 있다.

### 소셜 네트워크 서비스

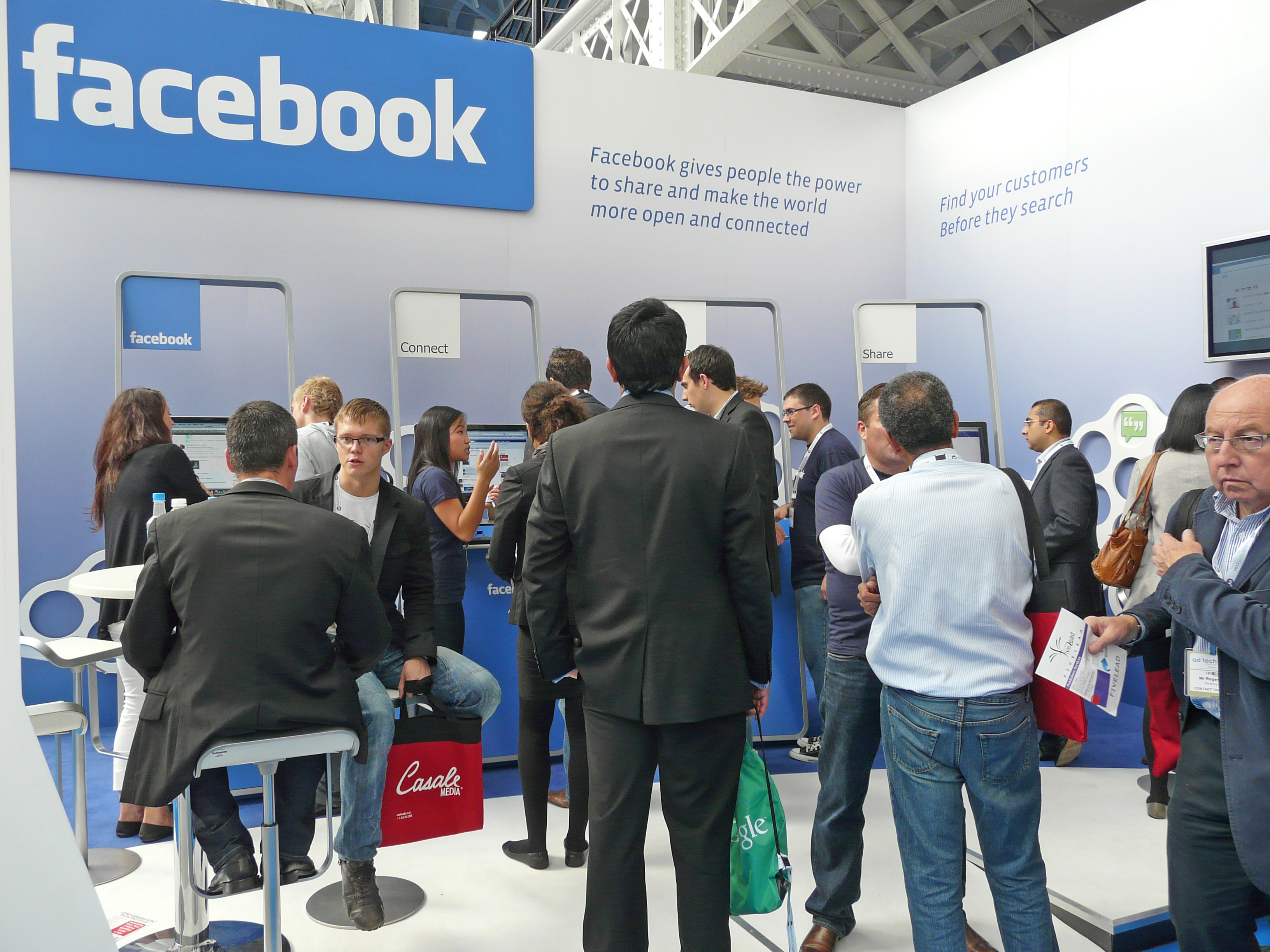
2010년 애드테크에서 페이스북

소셜 네트워크 서비스는 가상 공동체의 가장 눈에 띄는 유형이다. 이들은 관계를 만들고 유지하는 데 중점을 둔 웹사이트 또는 소프트웨어 플랫폼이다. 페이스북, 트위터, 인스타그램은 모두 가상 공동체이다. 이러한 사이트에서는 종종 프로필이나 계정을 만들고 친구를 추가하거나 친구를 팔로우한다. 이를 통해 사람들은 소셜 네트워크 서비스를 모임 장소로 사용하여 연결하고 지원을 찾을 수 있다. 이러한 웹사이트는 종종 사람들이 큰 노력 없이 친구와 지인의 활동을 최신 상태로 유지할 수 있도록 한다. 이들 사이트 중 일부에서는 여러 사람과 동시에 화상 채팅을 할 수 있어 연결이 더 가까운 것처럼 느껴지기도 한다. 예를 들어, 페이스북에서는 사진과 비디오를 업로드하고, 채팅하고, 친구를 사귀고, 옛 친구와 다시 연결하며, 그룹이나 단체에 가입할 수 있다.

### 특수 정보 공동체
참여 문화는 온라인 및 가상 공동체에서 큰 역할을 한다. 참여 문화에서 사용자들은 자신의 기여가 중요하다고 느끼고, 기여함으로써 다른 사용자들과 의미 있는 연결을 형성한다고 느낀다. 웹사이트에서 콘텐츠를 생산하는 사람과 소비하는 사람의 차이는 모호해지고 중첩된다. 헨리 젠킨스에 따르면, "구성원들은 자신들의 기여가 중요하다고 믿고 서로 어느 정도의 사회적 연결을 느낀다" (젠킨스 외, 2005). 정보 교환 및 소비는 사용자가 "미디어 콘텐츠를 보관, 주석 달기, 전유, 변환 및 재순환"할 수 있는 정도의 "디지털 리터러시"를 필요로 한다 (젠킨스). 특수 정보 공동체는 모두 동일한 주제에 관심이 있는 특정 사용자 그룹을 중심으로 한다. 예를 들어, 잡지 《테이스트 오브 홈》의 웹사이트인 TasteofHome.com은 베이킹 및 요리에 중점을 둔 특수 정보 공동체이다. 사용자들은 자신의 취미와 관련된 소비자 정보를 기여하고 추가적으로 더 특수화된 그룹 및 포럼에 참여한다. 특수 정보 공동체는 비슷한 관심사를 가진 사람들이 자신의 경험과 관심사를 논의하고 공유할 수 있는 장소이다.

## 하워드 라인골드의 연구
하워드 라인골드의 《가상 공동체》는 20년 전 미국 사회학 저널에 게재된 마크 그래노베터의 획기적인 "약한 유대의 강점" 논문과 비교될 수 있다. 라인골드는 온라인 세계에서 강하고 약한 유대에 대한 그래노베터의 추측을 번역하고, 실천하고, 출판했다. 그의 첫 페이지 주석은 가상 사회의 사회 연결망을 잘 보여준다: "내 일곱 살 난 딸은 아버지가 그의 컴퓨터 안에 모이는 보이지 않는 친구들과 가족처럼 지낸다는 것을 알고 있다. 때로는 아무도 그들을 볼 수 없는데도 아버지와 그들은 대화한다. 그리고 그녀는 이 보이지 않는 친구들이 때로는 다음 블록이나 세상의 반대편에서 나타나 실제로 모습을 드러내는 것을 알고 있다" (1페이지). 실제로 《가상 공동체》의 개정판에서 라인골드는 배리 웰먼의 작업을 더 일찍 읽었더라면 자신의 책을 "온라인 사회 연결망"이라고 불렀을 것이라고까지 말한다.
라인골드의 정의는 "사회적 집합과 개인적 관계"(3페이지)라는 용어를 포함한다. 립낵과 스탬프(1997), 모쇼위츠(1997)는 가상 공동체가 공간, 시간, 조직 경계를 넘어 어떻게 작동할 수 있는지 지적한다. 립낵과 스탬프(1997)는 공통의 목적을 언급하며, 리, 엄, 정, 김(2004)은 전통적인 환경에서 인간과의 상호 작용 빈도가 줄어드는 것을 의미하는 "탈사회화", 즉 가상 사회화의 증가를 소개한다. 칼훈(1991)은 가상 네트워크의 비인간성을 주장하며 디스토피아 논증을 제시한다. 그는 정보 기술이 가상 생활이 우리 삶을 지배하기 때문에 개인 간의 오프라인 상호 작용에 부정적인 영향을 미친다고 주장한다. 그는 또한 이것이 사람들에게 다른 성격을 형성하여 오프라인 및 온라인 공동체와 그룹, 그리고 개인적인 접촉에서 마찰을 일으킬 수 있다고 믿는다. (웰먼 & 헤이손스웨이트, 2002). 최근 미치 파셀(2008)은 가상 공동체, 특히 웹 2.0 자원을 활용하는 공동체가 태도 양극화, 편견 증가, 병든 개인이 고의로 질병에 탐닉하는 것을 가능하게 함으로써 해로울 수 있다고 제안했다.

## 인터넷 공동체의 장점
인터넷 공동체는 현실 공동체에서는 불가능한 즉각적인 정보 교환의 이점을 제공한다. 이러한 상호 작용을 통해 사람들은 집에서 쇼핑, 청구서 지불, 특정 정보 검색 등 다양한 활동에 참여할 수 있다. 온라인 공동체의 사용자들은 또한 수천 개의 특정 토론 그룹에 접근할 수 있으며, 이곳에서 정치, 기술 지원, 사회 활동, 건강 (위 참조) 및 여가 활동과 같은 범주에서 전문화된 관계를 형성하고 정보에 접근할 수 있다. 가상 공동체는 정보가 쉽게 게시되고 응답 시간이 매우 빠를 수 있기 때문에 이러한 유형의 관계에 이상적인 매체를 제공한다. 또 다른 이점은 이러한 유형의 공동체가 사용자에게 소속감을 줄 수 있다는 것이다. 사용자들은 지원을 주고받을 수 있으며, 사용하기 쉽고 저렴하다.
경제적으로 가상 공동체는 회원 가입비, 구독료, 사용료 및 광고 수수료를 통해 상업적으로 성공할 수 있다. 소비자들은 일반적으로 판매자가 공동체에서 좋은 평판을 가지고 있다면 온라인 거래를 하는 데 매우 편안함을 느낀다. 가상 공동체는 또한 상업 거래에서 중개 소멸의 이점을 제공하여 판매자를 없애고 구매자를 공급업체에 직접 연결한다. 중개 소멸은 비싼 마크업을 제거하고 소비자와 제조업체 간의 더 직접적인 연락선을 가능하게 한다.

## 인터넷 공동체의 단점
즉각적인 소통은 빠른 접근을 의미하지만, 동시에 정보가 정확성 검토 없이 게시된다는 의미이기도 하다. 각 게시물을 검토하고 특정 품질 기준을 충족하는지 확인하는 편집자가 없기 때문에 신뢰할 수 있는 출처를 선택하기 어렵다.
이론적으로 온라인 정체성은 익명으로 유지될 수 있으며, 이는 사용자가 세컨드 라이프의 아바타 사용과 같이 가상 공동체를 판타지 역할 놀이에 사용할 수 있도록 한다. 일부 전문가들은 온라인 공동체를 이용하는 사용자들에게 주의를 촉구한다. 왜냐하면 포식자들도 이러한 공동체에 자주 출몰하여 온라인 신원 도용 또는 온라인 포식자에 취약한 피해자를 찾기 때문이다.
인터넷 공동체에는 성별과 인종에 대한 문제도 있는데, 화면에 대다수만 표시되고 다른 배경과 성별을 가진 사람들은 과소 대표된다.

## 같이 보기
- 클랜 (비디오 게임)
- 일반인 기반 공동 생산방식
- 실천 공동체
- 이타주의
- 던바의 수
- 지구촌
- 실감형 가상 현실
- 인터넷 활동주의
- 소셜 네트워크 웹사이트 목록
- 온라인 커뮤니티
- 소셜 미디어
- 소셜 웹
- 비디오 게임 문화